# Kiltsi
Kiltsi (en allemand : Gilsenhof) est le nom actuel du bourg de 261 habitants groupé autour du manoir de Kiltsi (Kiltsi mõis ; en allemand : Schloss Ass), situé dans la commune de Väike-Maarja dans le comté de Viru-Ouest (ancien Wierland), en Estonie.

## Géographie
Le village se situe sur les collines de Pandivere, dans la partie occidentale de la région historique de Virumaa (en allemand : Wierland).

## Historique
Le domaine est mentionné pour la première fois en 1466, lorsque le Virumaa fait partie de la Confédération livonienne au sein de l'État teutonique. Il appartint d'abord à Robecht von Gilsen, chevalier Teutonique issu de la noblesse germano-balte, et à ses descendants, puis à la famille von Rosen, à la famille von Zoege, à la famille von Benckendorff, à la famille von Uexküll-Gyldenbandt. 
Le château de Kiltsi, construit vers 1296, est détruit pendant la guerre de Livonie en 1588 et reconstruit partiellement au tournant du XVIIe siècle et du XVIIIe siècle. Il prend sa forme actuelle en 1790, sous le gouvernement d'Estonie : c'est Hermann Johann von Benckendorff (1751–1800), major de l’armée impériale russe, qui, après avoir acheté le domaine en 1784, lui donne son aspect actuel de style baroque. Le manoir dépendait de la paroisse de Klein-St. Marien. 
C'est ici que vécut et mourut le grand navigateur Johann Adam von Krusenstern (1770–1846) qui en fut le propriétaire de 1801 jusqu'à sa mort. Ses descendants sont expulsés au cours de la réforme foncière dans la république d'Estonie en 1919 et le château est transformé en école l'année suivante. Il a été partiellement restauré en l'an 2000 et des pièces sont ouvertes comme musée consacré au navigateur.

## Architecture
Le château se présente sous la forme d'un bâtiment rectangulaire avec entrée d'honneur sur le petit côté surmonté d'un grand fronton au-dessous d'un toit presque pointu et flanqué de deux tours rondes à la toiture dans le style suédois. Une vaste grange de pierre à arcades typiques de l'architecture locale est reliée au corps de logis par une galerie, le tout formant un arc de cercle autour de la cour d'honneur.